# علي أوز
علي أوز (بالفرنسية: Ali Oz)‏ هو لاعب كرة قدم ولاعب اتحاد الرغبي فرنسي في مركز مبعد ‏، ولد في 28 مايو 1995 في فوارون في فرنسا. لعب مع نادي غرونوبل ‏.

## وصلات خارجية
- علي أوز عل موقع إسبنسكروم (الإنجليزية)
- علي أوز على موقع ItsRugby.co.uk (الإنجليزية)